# Certified Information Security Manager
O Certified Information Security Manager (CISM, Gerente Certificado em Segurança da Informação) é um certificado profissional desenvolvido pela ISACA (Information Systems Audit and Control Association).

## Requisitos
Para submeter-se ao CISM, o candidato deve atestar pelo menos cinco (5) anos de experiência em segurança da informação com pelo menos três (3) anos ligados à gestão da Segurança. O candidato também deve obter taxa de sucesso de 80% no exame—uma prova escrita com aproximadamente 250 questões de múltipla escolha.

## Responsáveis
A certificação foi criada pela ISACA, um instituto também responsável pelo desenvolvimento do CobIT e da certificação profissional para auditores, o CISA. Segundo o próprio instituto, o CISM é um certificado focado em gerência de risco e tem por objetivo alinhar as perspectivas de auditoria de sistemas de informação e Segurança da Informação

## CISM e o Governo norte-americano
Em 2005, o Governo norte-americano estabeleceu certificações profissionais como CISM, CISSP e CISA como legítimas certificações para o seu programa de treinamento para Segurança da Informação.

## Artigos e Podcasts sobre a certificação CISM da ISACA
1. SegInfoCast #7 – Podcast sobre a Certificação CISM – Certified Information Security Manager – ISACA
2. SegInfocast #4 – Podcast sobre Certificações na área de Segurança da Informação
3. Principais Certificações na área de Segurança da Informação – Segurança de Redes, Forense Computacional, Segurança no Desenvolvimento de Software, Gestão e Auditoria
4. Trilhas de certificação em Segurança da Informação – Qual caminho seguir?

## Parceiros Oficiais da ISACA no Brasil
- Clavis Segurança da Informação

## Ligações Externas
- CISSP
- CISM